# Phượng, Bảo Kê
Phượng (tiếng Trung phồn thể: 鳳縣, tiếng Trung giản thể: 凤县, Hán Việt: Phượng huyện) là một huyện nằm ở phía tây địa cấp thị Bảo Kê, tỉnh Thiểm Tây, Trung Quốc. Huyện này có tên cổ là Phụng Châu. Huyện Phượng có diện tích 3187 km², dân số năm 2019 là 107.051 người. Huyện Phượng là một huyện miền núi, công nghiệp không phát triển. Huyện này có tuyến đường sắt Bảo Thành và quốc lộ 316 chạy qua. Huyện này có vườn rừng rậm quốc gia Thiên Đài Sơn, nơi bắt nguồn của Lăng Giang, nơi có đèo Đại Tản là những điểm tham quan du lịch.

## Hành chính
Tính đến năm 2020, huyện Phượng đang quản lý 9 trấn.